# Teoria użyteczności
Teoria użyteczności – dział ekonomii i teorii gier zajmujący się pojęciem użyteczności.
W ekonomii ważnym kryterium jest użyteczność w zależności od poziomu konsumpcji bądź posiadania danego dobra (w szczególności mogą nim być pieniądze). O funkcji użyteczności {\displaystyle f(x)} zakłada się zwykle, że:
- {\displaystyle f'(x)>0} – im więcej tego dobra, tym większa całkowita użyteczność, czyli że użyteczność krańcowa (użyteczność dodana przez dodatkową jednostkę danego dobra) jest dodatnia,
- {\displaystyle f''(x)<0} – kolejne jednostki tego dobra mają coraz mniejszą użyteczność krańcową, czyli coraz mniejszy wpływ na użyteczność całkowitą,
- {\displaystyle f'''(x)>0} – różnice pomiędzy użytecznościami krańcowymi kolejnych jednostek są coraz mniejsze.

Jeśli różnica w poziomie dobra jest niska, {\displaystyle f''(x)} jest niewielka, i można często przyjąć, że użyteczność krańcowa jest na danym przedziale stała, co upraszcza wiele problemów.
Teoria użyteczności umożliwia zajmowanie się ryzykiem i środkami ograniczania ryzyka (ubezpieczenia, kontrakty długoterminowe, opcje zakupu po z góry ustalonej cenie itd.) w ekonomii.